# Visconde de Sousa Soares
Visconde de Sousa Soares é um título nobiliárquico criado por  D. Carlos I de Portugal, por Decreto de 24 de dezembro de 1904, em favor de José Álvares de Sousa Soares.